# Дагестанское землетрясение (1970)

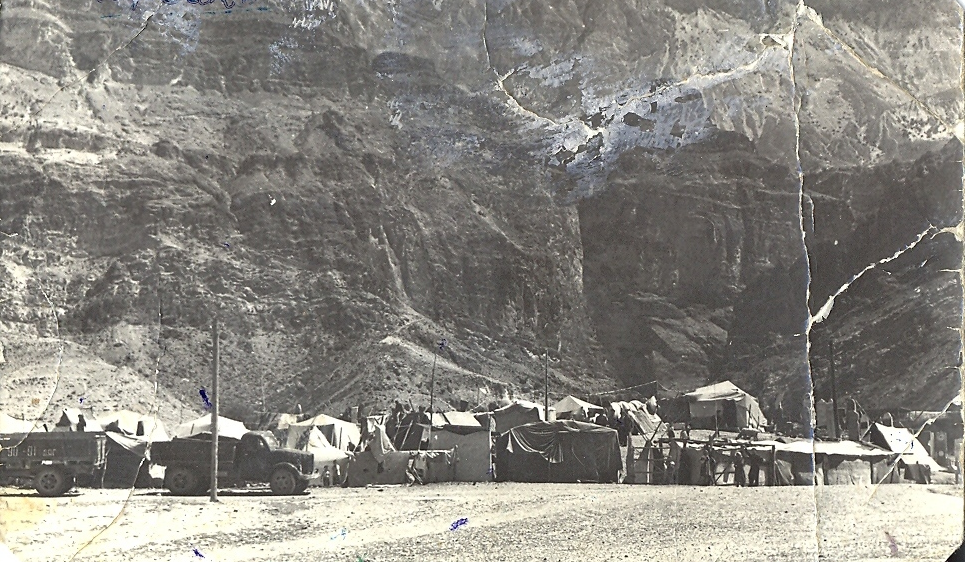
Село Гимры после землетрясения

Дагестанское землетрясение 1970 года — катастрофическое землетрясение (магнитуда 6.7, интенсивностью 9 баллов), произошедшее 14 мая 1970 года в Дагестанской АССР. Эпицентр находился на территории Буйнакского района в 30 км к западу-северо-западу от Махачкалы. В результате сейсмического события пострадало 25 % территории республики, разрушено полностью 22 и частично 257 населённых пунктов, в том числе города Махачкала, Буйнакск, Каспийск, Хасавюрт и Кизилюрт. Погиб 31 человек, 45 тысяч остались без крова.
Землетрясение 14 мая 1970 года является в XX столетии крупнейшим на Кавказе после Шемахинского землетрясения 1902 года. Энергия, выделившаяся в его очаге, равна примерно 1016 джоулям (около 1—2 миллиардов киловатт-часов). Но так как очаг имел длину 30—35 километров и располагался основной своей частью на глубине от 12 до 30 километров, а эпицентральная зона охватила территорию в тысячу квадратных километров, то интенсивность землетрясения по всей этой зоне не превышала 9 баллов. Отсюда и сравнительно меньшие последствия.

## История
Видный советский сейсмолог Н. В. Шебалин в своей брошюре «Дагестанское землетрясение 14 мая 1970 года» писал:

Задолго до стихии видный знаток землетрясений Кавказа И. В. Ананьин в своих работах предупреждал о возможности возникновения к западу от Махачкалы сильных землетрясений.
Землетрясению 1970 года предшествовало длительное затишье. В течение 140 лет разрушительные землетрясения неоднократно сотрясали дагестанскую землю, но здесь, в междуречье Сулака и Шураозени, происходили лишь редкие толчки. Большинство из них не ощущалось населением и регистрировалось лишь сетью сейсмических станций Кавказа. Наука ещё не знает признаков приближающихся сейсмических катастроф, поэтому даже те немногие ученые, которые упорно указывали на высокую сейсмическую опасность этой зоны, не подозревали о том, насколько быстро оправдаются их предположения. Между тем, жители Экибулака, начиная с 1968 года, время от времени слышали глухой гул, как бы орудийный далекий грохот, доносившийся из земных глубин. Это рвались спайки во вновь оживающем очаге, намечалась новая и заново прорезалась старая система трещин в этом районе.
Большой и довольно вялый очаг не мог проснуться сразу. Быть может, самой первой и робкой попыткой его рождения было небольшое Алмалинское землетрясение 1965 года. Мы не знаем, что послужило последней каплей, переполнившей чашу накопившейся энергии, но существенные события произошли днем 14 мая. На глубине в десятки километров дрогнула земля, и сместившиеся пласты породили колебания горной толщи, побежавшие во все стороны.
Размах колебаний, вырвавшихся на поверхность земли, был так велик, что пастухи в предгорьях по дороге в Экибулак вдруг заметили бегущие прямо на них земельные волны — словно пшеницу колыхнуло ветром.
Но и этой трещине не удалось вспороть всю зону, где ждала накопленная десятилетиями энергия сдавленных каменных масс. Что-то на время остановило её, и прошло ещё несколько часов, прежде чем двойным ударом был вспорот весь сейсмический шов. Так родилось Дагестанское землетрясение 1970 года.

Первый толчок произошёл в 12 часов 20 минут, сила его составила в эпицентре 7-8 баллов (М=5,7 по шкале Рихтера), в Махачкале сила толчка составила 5-6 баллов. Эпицентр располагался в районе села Кумторкала на глубине 18 км. И хотя первый толчок кое-где, особенно в селах, расположенных в эпицентре, принёс повреждения жилым домам и зданиям, тем не менее, он был спасительным. Жители населённых пунктов покинули свои дома. Именно эта предосторожность помогла сохранить жизнь десяткам и сотням, а, может быть, и тысячам людей. Между первым и вторым толчками прошло почти 9 часов. В 21 час 12 минут произошёл второй более мощный толчок силой 9 баллов (М=6,7 по шкале Рихтера), приведший к основным разрушениям. Эпицентр на этот раз располагался в 30 км к западу-северо-западу от Махачкалы на территории Буйнакского района на глубине 12 км. Сотрясения в городе Махачкале оценивались в среднем в 6 баллов с усилением до 7 баллов в отдельных районах из-за грунтовых условий.
Через три минуты после основного толчка повторился толчок почти такой же силы. После этого в течение часа один за другим следовали около 10 толчков силой от 4 до 6 баллов в эпицентре. Они продолжались и в последующие дни. В период с 15 мая по 27 июня 1970 года общее количество подземных толчков, зарегистрированных сейсмической станцией «Махачкала», достигло 1140 (за такой период времени в Ташкенте было зарегистрировано около пятисот толчков). Наиболее сильные повторные толчки произошли: 17 мая в 9 час. 49 мин. (7 баллов), 31 мая в 13 час. 25 мин. (6—7 баллов), 17 июня в 03 час. 35 мин. (6—7 баллов) и 19 июля в 23 час. 35 мин. (5—6 баллов). Толчки охватили западную часть эпицентральной зоны основного землетрясения — Чиркей — Дылым. При этих толчках разрушений и жертв не было, однако наблюдались многочисленные случаи обрушения аварийных домов, поврежденных во время основного землетрясения.

## Последствия землетрясения
Землетрясение нанесло ущерб 16 сельским районам и четырём городам Дагестана, занимающим 25 % территории республики, на которой проживает более 50 % населения. Особенно сильно пострадали Буйнакский, Казбековский, Кизилюртовский, Гумбетовский, Унцукульский, Гергебильский, Новолакский, Хасавюртовский, Гунибский районы и города Буйнакск, Хасавюрт, Кизилюрт, Махачкала. При этом 22 населенных пункта (Кумторкала, Зубутль, Ирганай, Шамхалбулак, Экибулак, Нижний Каранай, Шамхал-Термен, Верхний Чирюрт, Верхний Каранай, Ахатлы, Капчугай, Какаюрт, Уллубиевка, Нижний Чиркей, Чиркей, Миатли, Чирката, Тюбе, Акайтала, Аргвани, Верхнее Инхо, Алмало) были полностью разрушены, 257 причинены серьёзные повреждения. В результате землетрясения погиб 31 человек. Без крова осталось около 45 тысяч человек. В столице республики, городе Махачкала, особенно сильно пострадал микрорайон Махачкала 1-я, во многих зданиях как из необожженного кирпича, так и в кирпичных и каркасных зданиях наблюдались трещины в штукатурке, отмечены случаи частичного повреждения или падения дымовых труб. Была повреждена верхняя часть плотины Чирюртской ГЭС-1, но сама плотина сохранила устойчивость и впоследствии была отремонтирована.
Недалеко от селения Ахатлы, в местности Аччи, произошёл оползень. В результате десять обитателей находившейся здесь фермы оказались погребенными под обрушившимися горными породами. Правда, все они, за исключением восьмилетнего мальчика, спаслись. Утром, когда наступил рассвет, люди не узнали того места. В скальных породах появилось много довольно широких трещин, глубина которых достигала 50—100 метров. В сплошной скале образовалось несколько расщелин. Создавалось впечатление, будто скала провалилась. Оползень перегородил местную безымянную речку и образовал два озера. Масса породы, оторвавшейся от скалы, переместилась на 200 метров. По подсчетам специалистов её объём составил почти 10 миллионов кубических метров.
Выше села Чиркей с левобережного склона Сулака сошли несколько оползней, наиболее крупные из которых располагались в 3-х, 4-х и 10 километрах от створа строящейся Чиркейской ГЭС и имели объёмы 0,8, 1,5 и около 10 млн м³ соответственно. Оползни на некоторое время перекрыли русло реки, образовав небольшие озера, после чего были размыты переливом воды через гребень. Однако перемычка котлована строящейся гидроэлектростанции удержала волну прорыва, а строительный тоннель справился с пропуском повышенных расходов.

## Ликвидация последствий
22 мая 1970 г. Советом Министров РСФСР принимается постановление № 323 «О дополнительных мерах по ликвидации последствий стихийного бедствия в Дагестанской АССР».